# ألبرت غرينير
ألبرت غرينير (بالفرنسية: Albert Grenier)‏ هو مؤرخ وبروفيسور فرنسي، ولد في 22 أبريل 1878 في الدائرة العاشرة في باريس في فرنسا، وتوفي في 23 يونيو 1961 في باريس في فرنسا.